# موزه تاریخ طبیعی اردبیل
این موزه در خیابان دانشگاه محقق اردبیلی  و در مجاورت مجتمع تفریحی و گردشگری شورابیل واقع گردیده است.این موزه  در سال ۱۳۸۱ و در فضایی با مساحت کل ۴۶۳۸ متر مربع احداث و افتتاح گردیده است.در این موزه گونه های حیوانی استان اردبیل بصورت تاکسیدرمی در معرض نمایش عموم قرار دارد.

## بازسازی و نصب فسیل ماموت
فسیل جمجمه ماموت کشف شده در اردبیل متعلق به دو میلیون سال  متعلق به جنس منقرض شده آنانکوس از فیل‌های گومفوتری  که از هشت تا دو میلیون سال پیش در اوراسیا زیست می‌کرده است در موزه تاریخ طبیعی اردبیل بازسازی و نصب شده است.

## بخش پستانداران
- ۱۸ گونه پستاندار شامل پلنگ،گربه جنگلی،خرس قهوه ای، شیر آفریقایی، گرگ، روباه ، شغال، راسو، رودک، شنگ، سنجاب ایرانی، پازن، قوچ، آهو، جبیر، مارال و گراز میباشد.

## بخش پرندگان
- ۸۵ گونه پرنده از خانواده های باز، عقاب و لاشخور، مرغابی و غاز، حواصیل، فلامینگو، پری شاهرخ، شاهین، جغد، کشیم، باکلان، کاکایی، آبچلیک، سلیم، چاخ لق، آوست، یلوه، هوبره، دارکوب، کوکر (باقرقره)، قرقاول، طوطی، زنبورخور، ماهی خورک، سبز قبا، کلاغ، سار

## بخش آبزیان
- ۲۰ گونه ماهی

## بخش خزندگان و دوزیستان
- ۱۲ گونه خزنده و دوزیست ( از خانواده های افعی، کبرا و مارهای غیر سمی)

## بخش حشرات و بی مهرگان
- ۲۵ تابلو از کلکسیون نمونه های متنوعی از حشرات و بی مهرگان دیگر

## بخش آکواریم
- ۱۳ آکواریوم گونه های زنده[۲]